# Carlephyton glaucophyllum
Carlephyton glaucophyllum är en kallaväxtart som beskrevs av Josef Bogner. Carlephyton glaucophyllum ingår i släktet Carlephyton och familjen kallaväxter. Inga underarter finns listade.